# Akcja Wieniec
Akcja „Wieniec” – pierwsza akcja Armii Krajowej przeciwko niemieckiemu transportowi kolejowemu przeprowadzona w nocy z 7 na 8 października 1942 r.

## Przygotowania
5 sierpnia 1942 r. w odpowiedzi na depeszę dowódcy Armii Krajowej gen. bryg. Stefana Roweckiego „Grota” – Naczelny Wódz gen. broni Władysław Sikorski wyraził zgodę na rozwinięcie działań dywersyjnych w Polsce.
Dowódca AK zlecił więc przeprowadzenie jednoczesnego wysadzenia torów kolejowych w warszawskim węźle kolejowym. Dowódca Okręgu Warszawskiego AK płk Antoni Chruściel „Monter” zlecił przeprowadzenie tej akcji oddziałom saperskim okręgu będących również członem warszawskiego Związku Odwetu dowodzonego przez kpt. Jerzego Lewińskiego „Chuchro”.
Na dowódcę akcji oznaczonej kryptonimem „Wieniec” wyznaczono por. Zbigniewa Lewandowskiego „Zbyszka”, który wspólnie z por. Józefem Pszennym „Chwackim”, por. Leonem Tarajkiewiczem „Leonem” i Zofią Franio „Doktór” przeprowadził rozpoznanie i przygotował całą akcję, która według założeń miała sparaliżować ruch kolejowy w węźle warszawskim, przez zniszczenie torów kolejowych na wszystkich trasach prowadzących do Warszawy. Według założeń akcja miała być wykonana przez osiem patroli obejmujących łącznie około 40 ludzi. Akcję miano przeprowadzić w czasie bombardowania Warszawy lub jej okolic przez lotnictwo radzieckie, aby zasugerować, że akcja została wykonana przez spadochroniarzy radzieckich. Plan akcji był gotowy na początku września 1942 r.

## Przebieg akcji
Ponieważ lotnictwo radzieckie zaprzestało nalotów na Warszawę, na rozkaz gen. Roweckiego dowódca warszawskiego Związku Odwetu – kpt. Jerzy Lewiński „Chuchro” wydał rozkaz aby akcję „Wieniec” przeprowadzić w nocy z 7 na 8 października 1942 roku.
Patrole podzielono na dwie części pierwsza dowodzona przez por. Józefa Pszennego „Chwackiego” działały na prawym brzegu Wisły i druga działająca na lewym brzegu dowodzona przez por. Zbigniewa Lewandowskiego „Zbyszka”.
Grupa por. Pszennego składała się z czterech patroli, które jako pierwsze przystąpiły do działania, wykonując następujące akcje:
1. Patrol sierż. Wacława Kłosiewicza „Wacka” o godz. 0:25 8 października 1942 roku wysadził pod pociągiem tory kolejowe na trasie Warszawa – Małkinia na odcinku Marki – Zielonka, powodując wykolejenie parowozu i czterech wagonów;
2. Patrol ppor. Mieczysława Zborowicza „Gajowego” o godz. 0:27 wysadził pod pociągiem służbowym tory na betonowym wiadukcie na trasie kolejowej Warszawa – Dęblin między stacjami Wawer i Anin, powodując wykolejenie parowozu i zniszczenie obu torów;
3. Patrol por. Józefa Pszennego „Chwackiego” o godz. 1:10 wysadził tory pod pociągiem sanitarnym na trasie kolejowej Warszawa – Siedlce niedaleko Rembertowa, powodując uszkodzenie lokomotywy i torów;
4. Patrol ppor. Władysława Babczyńskiego „Pastora” o godz. 1:10 wysadził tory pod pociągiem towarowym na linii kolejowej Warszawa – Działdowo, między stacjami Warszawa Praga – Płudy. Zniszczono tory kolejowe.

Grupa por. Zbigniewa Lewandowskiego „Zbyszka” składająca się z czterech patroli, działająca na lewym brzegu Wisły zgodnie z założeniami przystąpiła do akcji później i wykonała następujące akcje:
1. Patrol por. Zbigniewa Lewandowskiego „Zbyszka” o godz. 2:10 wysadził dwa tory na linii kolejowej między stacjami Warszawa Zachodnia a Włochami, grupa ta zniszczyła także tor łączący Włochy ze stacją Warszawa Towarowa. W tym samym miejscu działał drugi patrol dowodzony przez por. Leona Tarajkiewicza „Leona”, który w tym samym czasie wysadził tor w odgałęzieniu trasy w kierunku Radomia. W miejsce to wjechał pociąg towarowy.
2. Patrol kobiecy dowodzony przez Antoninę Mijal „Tosię” wysadził tor pod przejeżdżającą lokomotywą na trasie Okęcie – Piaseczno w pobliżu stacji Pyry.
3. Patrol por. Stanisława Gąsiorowskiego „Mieczysława” (według innych źródeł dowodzony przez Kazimierę Olszewską „Mirę”) o godz. 2:45 usiłował wysadzić tory za stacją Włochy, w rozgałęzieniu w kierunku Skierniewic i Błonia. Akcja ta nie udała się.

## Podsumowanie
W wyniku akcji „Wieniec” 8 października 1942 r. od północy do godziny 11:30 był zablokowany warszawski węzeł kolejowy, a ruch na poszczególnych trasach był przywracany dopiero pomiędzy 7:00 a 11:30. Wykolejono: 2 parowozy, 2 wagony towarowe i 1 osobowy. Patrole biorące udział w akcji nie poniosły żadnych strat. Była to pierwsza tak duża akcja Armii Krajowej na terenie okupowanej Polski skierowana przeciwko transportowi niemieckiemu.
W treści „Sprawozdania z akcji dywersyjnej próbnej na węźle warszawskim w dniu 8.X.42" szef Oddziału VI Specjalnego ppłk dypl. Michał Protasewicz, w porozumieniu z organizatorem przerzutu lotniczego dla AK mjr dypl. Janem Jaźwińskim, w oparciu o depeszę dowódcy AK nr 133, przekazał do brytyjskiego SOE ocenę akcji: „Dca Armii w Kraju zmuszony został zredukować zakres realizacji planu akcji dywersyjnej i sabotażowej, gdyż zapowiedziany plan przerzutu lotniczego w sezonie 1941/42 nie został wykonany w zakresie niezbędnym nawet dla utrzymania wegetacji aparatu dywersyjnego – zbyt mała dotacja pieniężna, przesłana w sezonie 1941/42 nie pozwoliła na skup u Niemców mat.[eriałów] woj.[ennych] na większą skalę. Mimo braku pomocy, akcja organizacyjno – wyszkoleniowa, ofiarnie i intensywnie prowadzona, pozwoliła stworzyć poważne kadry i rezerwy personelu, zdolnego do szybkiej mobilizacji. Dotychczasowe wyniki przerzutu są niewspółmiernie małe w stosunku do wytworzonych w Kraju możliwości.”
Obawiając się, że okupant może zemścić się na ludności cywilnej, Armia Krajowa nie przyznała się do zorganizowania dywersji. Podjęto także działania maskujące, które miały przekonać Niemców, że atak na warszawski węzeł kolejowy był dziełem sowieckiej grupy dywersyjnej (przerzuconej do Polski drogą lotniczą). Powyższe starania zakończyły się jednak niepowodzeniem, gdyż władze okupacyjne postanowiły wykorzystać akty dywersji jako pretekst do wzmożenia terroru wobec ludności Warszawy. 15 października 1942 w odwecie za przeprowadzoną akcję Niemcy rozstrzelali na Wydmach Łuże 39 więźniów Pawiaka. O świcie następnego dnia w pięciu punktach na peryferiach Warszawy publicznie powieszono kolejnych 50 więźniów.